# Gaston de Pret Roose de Calesberg
Le comte Gaston Arnold Honoré de Pret Roose de Calesberg, né le 22 septembre 1839 à Anvers et mort le 12 août 1918 à Reading, est un homme politique belge.

## Fonctions et mandats
- Bourgmestre de Schoten : 1884-1893
- Membre du Sénat belge : 1884-1900

## Sources
- P. Van Molle, "Het Belgisch parlement", p. 105;
- "Le Parlement belge, 1831-1894", p. 204.
- "Nos contemporains. Portraits et biographies des personnalités belges ou résident en Belgique, connues par l'œuvre littéraire, artistique ou scientifique, ou par l'action politique, par l'influence morale et sociale", Elsene-Brussel, 1904, p. 390.
- J. Stengers, J.-L. De Paepe, M. Gruman e.a., "Index des éligibles au Sénat (1831-1893)", Brussel, 1975.
- Eric MEUWISSEN, "Richesse oblige : la Belle Epoque des grandes fortunes", Racine, Brussel, 1999.

- Ressource relative à plusieurs domaines :   - ODIS